# 4160 Sabrina-John
4160 Sabrina-John eller 1989 LE är en asteroid i huvudbältet som upptäcktes 3 juni 1989 av den amerikanske astronomen Eleanor F. Helin vid Palomar-observatoriet. Den är uppkallad efter Sabrina M. Gonsalves och John H. Riggins.